# فوزي ملاح
فوزي ملاح (1946)، كاتب وصحافي تونسي من مواليد دمشق. وهو أكاديمي في جنيف بسويسرا. حصل على جائزة الكومار الذهبي لأفضل رواية باللغة الفرنسية مناصفة مع فوزية الزواري عن روايته «ياخيل سالم» لعام 2016.

## السيرة الشخصية
درس فوزي ملاح الأدب والفلسفة والقانون في جامعة لوزان.

## المؤلفات
- 1973: Néron, ou les oiseaux de passage suivi de Pourquoi jouer Néron (بالعربية: نيرو، أو طيور المرور تليها لماذا تلعب نيرو؟) (مسرحية)
- 1975: Le Palais du non-retour (بالعربية: قصر اللاعودة) (مسرحية)
- 1985: De l'unité arabe: essai d'interprétation critique (بالعربية: الوحدة العربية: مقال تفسيري نقدي) (مقال)، لارماتان ، باريس (ردمك 2858025517)
- 1987: Le Conclave des mourneuses (بالعربية: مقعرة من مورنيوس) (قصة)، دو سيويل ، باريس، (ردمك 2020095165)
- 1988: Elissa, la reine vagabonde (بالعربية: إليسا الملكة المتشردة) (رواية) ، دو سيويل، باريس، (ردمك 2020101874)
- 2000: Clandestin en Méditerranée (بالعربية: سرية في البحر الأبيض المتوسط) (تقرير)، Le Cherche midi، باريس، (ردمك 2862747459)
- 2009: Le Transfert des ashes (بالعربية: نقل الرماد) (رواية)، بينيفينتو، باريس، (ردمك 2756312088).

## الجوائز
- حازت روايته «ياخيل سالم» على جائزة الكومار الذهبي لأفضل رواية باللغة الفرنسية مناصفة مع رواية فوزية الزواري، 2016.[3]